# Дорогоща
Дорого́ща — колишнє село на території Ізяславського району Хмельницької області, затоплене водами ставка-охолоджувача ХАЕС у 1986 році.
Село розташовувалося в нижній течії річки Гнилий Ріг, за 3 км на схід від міста Острога.

## Історія
На території села були досліджені поховальні і сакральні пам'ятки. У могилах були знайдені небіжчики, поховані за обрядом інгумації або кремації. Могили засипались курганами діаметром 15 м та висотою до 1 м. Разом з небіжчиком були поховані різні речі — посуд, зброя, гроші, прикраси.
Місцеві болотні руди використовувались ще з часів ранньої залізної доби і до початку XVIII століття для виплавки кричного заліза.
До початку 1930-их років село було значним осередком стельмаства та ковальського промислу в регіоні. В селі також було розвинуте гончарство і випалювання деревного вугілля. Основним виробом місцевих ковалів були вози, рідше — брички і фаетони. В тісній співпраці з ковалями були стельмахи, які забезпечували їх дерев'яними деталями до возів. До 1921 року інструмент купували в єврейських лавках міста Острога, а після встановлення радянсько-польського кордону — в державних крамницях.
До колективізації, яка розпочалася в селі у 1930 році, у Дорогощі 54 ковалі мали власні кузні, 27 працювали разом з батьками і лише 5 ковалів наймалися. Горна мурували із вогнетривкої цегли, яку купували в сусідньому селі Сільце, де був цегельний завод. Метал для ковальських робіт купували в Острозі. Після встановлення кордону з Польщею село відійшло до СРСР і метал почали завозити із Славути, Ізяслава, Білогородки, Плужного, Кунева. Після створення в Дорогощі в 1930-их роках промислової артілі, метал надходив централізовано і у великій кількості. Деревне вугілля купували у селі Сільце.

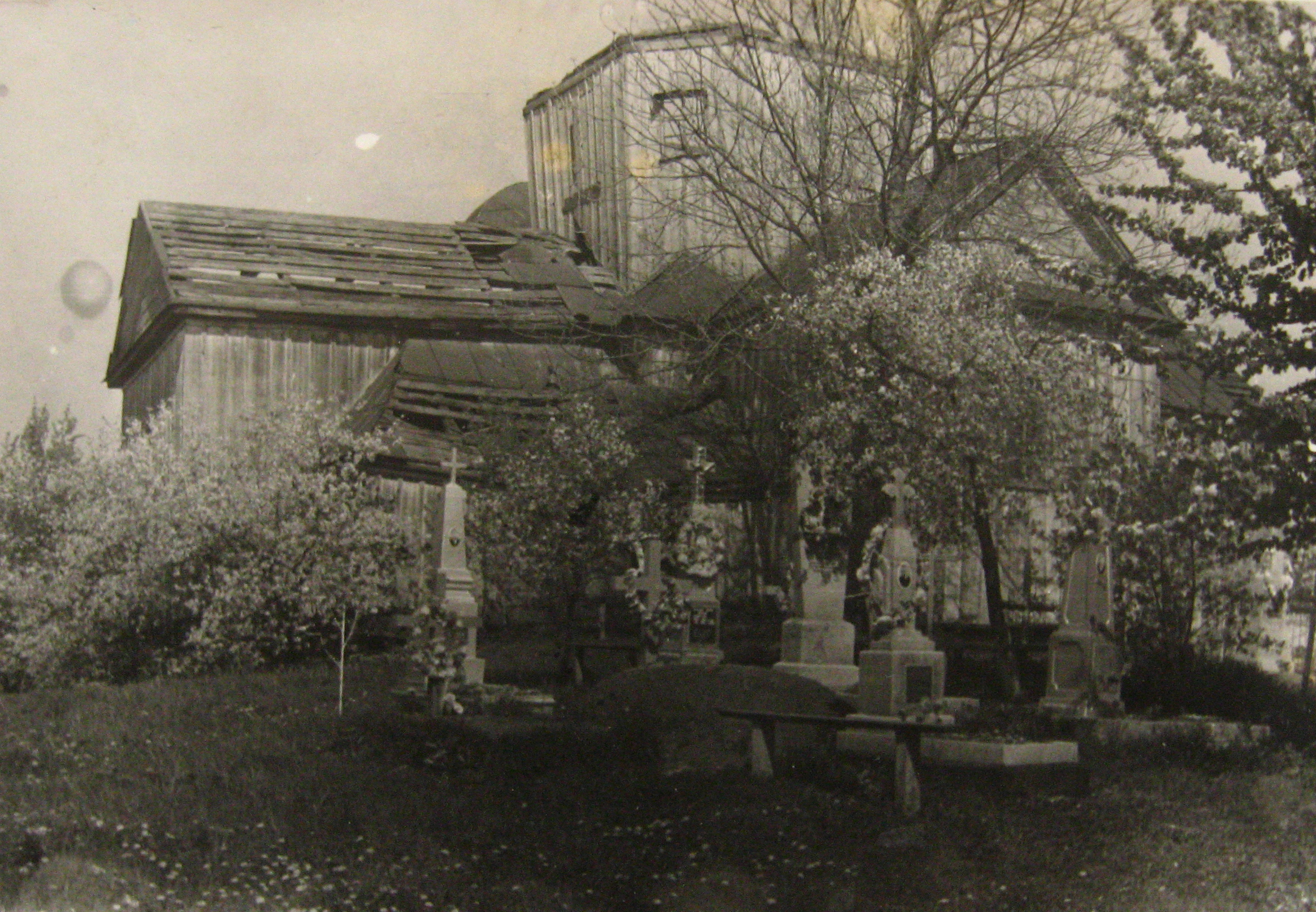
Церква і могилки. Світлина 1980-х років

У «Словніку географічному» за 1881 рік згадується, що виготовлені в селі брички ковалі збували на ярмарках міст Чорний Острів, Ярмолинці, Бєльці. Після колективізації село Дорогоща із своїм великим ремісничим потенціалом не пройшло повз увагу чиновників із Проскурова. В селі створюється промислова артіль, куди входять ковалі, стельмахи, гончарі. На вулиці Басів Кут будуються кузня на 6 горен, підсобні приміщення, склади. Виготовлена продукція вивозилася на залізничну станцію Кривин. Проіснувала артіль до початку Другої Світової, у роки війни кузня і підсобні приміщення були розібрані. В 1944 році, після звільнення села від німецьких окупантів Плужнянським райпромкомбінатом відкривається в Дорогощі дільниця, де виготовляли для фронту вози та гончарний посуд. Проіснувала артіль до кінця 1945 року.
В 1981 році почалось будівництво Хмельницької атомної електростанції. Для охолодження реакторів потрібно було багато води. Почалось будівництво водосховища, яке мало затопити територію села. Населення, а це близько 600 осіб, було переселене до майбутнього міста Нетішина.
1985 року на території села проведено археологічні розкопки, досліджено курганний могильник доби ранньої бронзи. Нині артефакти експонуються в археологічному музеї Кам'янця-Подільського.
Дорогоща затоплена водами ставка-охолоджувача ХАЕС у 1986 році.